# Pineda (Montagut i Oix)
Pineda és una masia situada al municipi de Montagut i Oix, a la comarca catalana de la Garrotxa. Es troba al nord de la serrat de Pineda, i a l'est del cim de Montpetit (on hi trobem les restes del castell de Montpetit.